# Kiscsehi
Kiscsehi là một thị trấn thuộc hạt Zala, Hungary. Thị trấn này có diện tích 11,43 km², dân số năm 2010 là 173 người, mật độ 15 người/km².